# Великое (озеро, Вязниковский район)
Вели́кое — озеро в Вязниковском районе Владимирской области.

## Расположение
Расположено в пойме реки Клязьмы на её левом берегу, в восточной части Вязниковского района Владимирской области. Находится на территории Клязьминско-Лухского заказника в муниципальном образовании «Город Вязники», в 6 км (по прямой) северо-восточнее районного центра — города Вязники и 700 м южнее деревни Ново.

## Нормативно-правовой статус
Решением Исполкома Владимирского областного Совета депутатов трудящихся от 21.02.1976 № 192 озеро Великое объявлено памятником природы регионального значения.
Постановлением Губернатора Владимирской области от 14.05.2012 № 480 памятник природы регионального значения «Озеро Великое» реорганизован в государственный природный комплексный заказник регионального значения «Клязьминско-Лухский».

## Экологический паспортводоёма
- Берега: низкие, топкие, пологие.
- Слагающие породы: суглинки и супеси.
- Проточность: проточный.
- Впадает один ручей Юхарец, протяжённость примерно 15 км, течёт с севера, впадает в северо-восточной части, при впадении ширина около 2 метров, глубина около 1 метра.
- Форма водоёма: овальная.
- Дно водоёма: ровное, имеются илистые отложения на всём дне.
- Вода: слабо — желтоватая, слабо мутная.
- Реакция воды: слабо щелочная.
- Гидрохимические показатели:
- Нитраты (мг/л): 0,5 — 1,0
- Фосфаты (мг/л): 0,07 — 0,1

## Растительный и животный мир
Растительность:
- Чёрная ольха, рогоз, тростник по всему озеру.
- Рдесты, телорез, элодея, роголистник — часто, кубышка, кувшинка — реже.

Степень зарастания водоёма: от берега в глубь в среднем на 40 метров.
Обитатели берегов:
- Млекопитающие: речной бобр, русская выхухоль, речная выдра.
- Пресмыкающиеся: обыкновенный уж, прыткая ящерица.
- Земноводные: озёрная, прудовая, травяная, остромордая лягушки.
- Птицы: чомга, красношейная поганка, кряква, свиязь, чирок-свистунок, орлан-белохвост, большой подорлик, чёрный коршун, водяной пастушок, лысуха, хохотунья, серебристая, сизая, озёрная и малая чайки, чёрная, белокрылая и речная крачки, речной сверчок, соловьиный сверчок, камышовка-барсучок, дроздовидная камышовка, тростниковая овсянка.

Обитатели водоёма:
- Рыбы: лещ, плотва, щука, ротан, окунь, линь, карась, карп.
- Планктонные организмы: циклопы, дафнии.
- Бентос: водяной ослик, клоп-гребляк, пиявки. Трубочники, ручейник.

Рыболовство на озере ограничено режимом заказника «Клязьминско-Лухский».
Экологическое состояние: угнетающее, вызывает обеспокоенность низкое качество воды, зарастание зеркала воды.